# Estación de Parque Oeste
Parque Oeste es una estación de la línea 12 del Metro de Madrid situada bajo el nuevo barrio del mismo nombre de Alcorcón. La estación abrió al público el 11 de abril de 2003 con toda la línea.
La estación da servicio al Campus de Alcorcón de la Universidad Rey Juan Carlos y al área comercial del mismo nombre que la estación así como algunas viviendas de nueva construcción.

## Accesos
Vestíbulo Parque del Oeste
- Estambul C/ Estambul, 16
- Ascensor C/ Estambul, 16

## Líneas y conexiones

### Metro
| << cabecera | < estación       | línea | estación >                  | cabecera >> |
| ----------- | ---------------- | ----- | --------------------------- | ----------- |
| circular    | Alcorcón Central |       | Universidad Rey Juan Carlos | circular    |

### Autobuses
| Diurnos |                 |                                  |               |
| Línea   | Destino         | Parada                           | Operador      |
| 1       | Fuente Cisneros | 10996 Av. Europa-París (N.º 20)  | Arriva Madrid |
| 1       | Puerta del Sur  | 10994 Av. Europa-París (N.º 17D) | Arriva Madrid |

| Diurnos |                            |                                   |               |
| Línea   | Destino                    | Parada                            | Operador      |
| 517     | Alcorcón (Fuente Cisneros) | 20879 Estambul-Metro Parque Oeste | Arriva Madrid |
| 517     | Madrid (Cuatro Vientos)    | 20880 Estambul-Metro Parque Oeste | Arriva Madrid |